# Mycosphaerella gracilis
Mycosphaerella gracilis är en svampart som beskrevs av Crous & Alfenas 1995. Mycosphaerella gracilis ingår i släktet Mycosphaerella och familjen Mycosphaerellaceae.   Inga underarter finns listade i Catalogue of Life.